# Оксинтомодулін
Оксинтомодулін (ОХМ) — це пептидний гормон із 37 амінокислот, знайдений в товстій кишці, що виробляється парієтальними клітинами слизової оболонки шлунка. Було встановлено, що він пригнічує апетит .
Механізм дії оксинтомодуліну недостатньо вивчений. Відомо, що він зв’язує як рецептор GLP-1, так і рецептор глюкагону, але невідомо, чи діє гормон опосередковано через ці рецептори чи через інший неідентифікований рецептор.
Оксинтомодулін пов’язують з циркадним циклом печінки. 
Оксинтомодулін досліджували у якості регулятора рівня глюкози в крові у зв’язку з діабетом. 

## Дослідження
Оксинтомодулін розглядається як потенційний кандидат для лікування ожиріння через його здатність пригнічувати апетит.  У 4-тижневому дослідженні здоровим добровольцям із надмірною вагою та ожирінням вводили фізіологічний розчин або ін’єкції оксинтомодуліну. До початку лікування реєстрували їх вагу тіла, споживання енергії та рівні гормонів адипоцитів. Учасники дотримувалися своєї звичайної дієти та повсякденної активності та самостійно робили собі ін’єкції тричі на день за 30 хвилин до їди. Протягом 4 тижнів учасники, яким вводили оксинтомодулін, мали середню втрату ваги на 2,3±0,4 кг порівняно з тими, хто отримував фізіологічний розчин - у середньому 0,5±0,5 кг, що свідчить про дієвість оксинтомодуліну у втраті ваги. 